# Feldobolyi református templom
A feldobolyi református templom műemlékké nyilvánított templom Romániában, Kovászna megyében. A romániai műemlékek jegyzékében a CV-II-m-A-13209 sorszámon szerepel.